# Glenn Fleshler
Glenn Fleshler (* 5. September 1968 in New York City, New York) ist ein US-amerikanischer Schauspieler. Bekanntheit erlangte er vor allem durch seine Rollen aus den Serien Billions und Barry, sowie als Randall aus dem Film Joker.

## Leben und Karriere
Glenn Fleshler wurde in einer jüdischen Familie im New Yorker Stadtteil Queens geboren. Er studierte Schauspiel an der Tisch School of the Arts, der Schauspielfakultät der New York University, die er mit einem Master of Fine Arts abschloss. Seit 1993 ist er als Schauspieler aktiv, nachdem er eine Gastrolle in der Serie Homicide übernahm. Neben kleinen Rollen in einigen Filmen, trat er anschließend auch in Sex and the City, Der Job, Law & Order, Third Watch – Einsatz am Limit, Fringe – Grenzfälle des FBI und Good Wife in Gastrollen auf. 2010 übernahm er als Det. Milton Trammell eine Nebenrolle in der Serie Damages – Im Netz der Macht. Anschließend übernahm er auch in der Comedyserie Delocated eine wiederkehrende Rolle.
Von 2011 bis 2013 spielte Fleshler die Rolle des Geroge Remus in der Serie Boardwalk Empire. 2013 war er in den Filmen The Immigrant und Blue Jasmine zu sehen. Weitere Filmrollen übernahm er anschließend in Der Lieferheld – Unverhofft kommt oft, Cobbler – Der Schuhmagier und A Most Violent Year. 2014 spielte er als Errol Childress eine kleine Rolle in True Detective. In der folgenden Zeit stand er für die Serien Blue Bloods – Crime Scene New York, The Knick, Resurrection, The Following, Elementary, Hannibal, BrainDead und der HBO-Produktion The Night Of – Die Wahrheit einer Nacht vor der Kamera.
Seit 2016 ist er in der Serie Billions als Orrin Bach zu sehen. 2017 trat er im Kriminaldrama Suburbicon in der Rolle des Ira Sloan auf. 2018 war er als Shamrayev in The Seagull – Eine unerhörte Liebe zu sehen. Ebenfalls 2018 übernahm er die Rolle der Goran Pazar in der ersten Staffel der Serie Barry. Weitere Serienauftritte folgten in The Twilight Zone und Watchmen. 2019 trat Fleshler in Todd Phillips’ Inszenierung der Comicfigur Joker in der Rolle des Randall auf.
Neben seinen Auftritten vor der Kamera steht er auch häufig im Theater auf der Bühne. Sein Bühnenschaffen an Broadway und Off-Broadway umfasst Werke wie Tod eines Handlungsreisenden, Arkadien, Der Kaufmann von Venedig, Perikles, Prinz von Tyrus, Maß für Maß oder das Musical Guys and Dolls. Daneben leih er auch einigen Videospielfiguren seine Stimme, beispielsweise in der Manhunt-Reihe oder in Grand Theft Auto: The Ballad of Gay Tony.
Fleshler ist verheiratet und Vater eines Kindes.

## Filmografie (Auswahl)
- 1993: Homicide (Fernsehserie, Episode 1x01)
- 1998: Teurer als Rubine (A Price Above Rubins)
- 1998: Sex and the City (Fernsehserie, Episode 1x06)
- 2000: Astronomy of Errors
- 2002: Garmento
- 2002: Der Job (The Job, Fernsehserie, Episode 2x09)
- 2002–2021: Law & Order (Fernsehserie, 5 Episoden)
- 2003: Third Watch – Einsatz am Limit (Third Watch, Fernsehserie, 2 Episoden)
- 2006: The Shovel (Kurzfilm)
- 2008: Fringe – Grenzfälle des FBI (Fringe, Fernsehserie, Episode 1x05)
- 2009: Bored to Death (Fernsehserie, Episode 1x01)
- 2010: Damages – Im Netz der Macht (Damages, Fernsehserie, 6 Episoden)
- 2010: Henry & Julie – Der Gangster und die Diva (Henry’s Crime)
- 2010: Good Wife (The Good Wife, Fernsehserie, Episode 2x03)
- 2010: All Beauty Must Die (All Good Things)
- 2010–2012: Delocated (Fernsehserie, 7 Episoden)
- 2011: Margaret
- 2011–2013: Boardwalk Empire (Fernsehserie, 9 Episoden)
- 2013: The Immigrant
- 2013: Blue Jasmine
- 2013: Der Lieferheld – Unverhofft kommt oft (Delivery Man)
- 2013: Gods Behaving Badly
- 2014: Leben und Sterben in God’s Pocket (God’s Pocket)
- 2014: True Detective (Fernsehserie, 3 Episoden)
- 2014: Blue Bloods – Crime Scene New York (Blue Bloods, Fernsehserie, Episode 4x22)
- 2014: Cobbler – Der Schuhmagier (The Cobbler)
- 2014: The Knick (Fernsehserie, Episode 1x09)
- 2014: Resurrection (Fernsehserie, 3 Episoden)
- 2014: A Most Violent Year
- 2015: The Following (Fernsehserie, 2 Episoden)
- 2015: Elementary (Fernsehserie, Episode 3x22)
- 2015: Hannibal (Fernsehserie, 3 Episoden)
- 2015: Rock the Kasbah
- 2016: BrainDead (Fernsehserie, 2 Episoden)
- 2016: The Night Of – Die Wahrheit einer Nacht (The Night Of, Miniserie, 3 Episoden)
- 2016: The Rendezvous
- 2016–2023: Billions (Fernsehserie)
- 2017: Suburbicon
- 2018: Unersetzlich (Irreplaceable You)
- 2018: Waco (Miniserie, 4 Episoden)
- 2018: The Seagull – Eine unerhörte Liebe (The Seagull)
- 2018, 2022: Barry (Fernsehserie, 9 Episoden)
- 2018: Maniac (Miniserie, Episode 1x04)
- 2019: High Flying Bird
- 2019: The Twilight Zone (Fernsehserie, Episode 1x03)
- 2019: Joker
- 2019: Watchmen (Fernsehserie, Episode 1x06)
- 2020: For Life (Fernsehserie, 13 Episoden)
- 2021: Werewolves Within
- 2021: Clean
- 2022: FBI (Fernsehserie, Episode 3x13)
- 2022: The Thing About Pam (Miniserie, 6 Episoden)
- 2024: Die junge Frau und das Meer (Young Woman and the Sea)
- 2024: Lake George